# Blind Bay
Blind Bay est une municipalité située dans la province de la Colombie-Britannique, dans le sud-est.